# Малена Мортенсен
Малена Мортенсен (дан. Malene Skou Mortensen) — данська співачка, джазвумен та акторка озвучання. Представляла Данію на пісенному конкурсі Євробачення 2002 (посіла 24-е місце у фіналі).

## Дискографія
- Paradise (2003)
- Date with a Dream (2005)
- Malene (2006)
- Desperado (2007)
- To All of You (2007)
- Agony & Ecstasy (2009)
- You Go to My Head (2012)
- Still in Love with You (2012)
- Can't Help It (2015)